# 中和區
24°59′58″N 121°29′56″E / 24.999397°N 121.49898°E
中和區位於臺灣新北市西南部，臺北盆地西南方，周邊與永和、新店、土城、板橋四區、臺北市的萬華、文山兩區相鄰。全境面積約為20.1440平方公里，人口約有40.6萬人，是新北市人口第三大區，也是臺灣人口第五多的鄉鎮市區。中和區的最早前身是1920年設立的「中和」，庄名源自中坑、漳和兩地，之後曾為臺北縣海山區中和鄉、臺北縣直轄中和鄉及中和市，2010年五都改制，改為新北市「中和區」。因與從該區分出的永和區緊密相鄰，關係密切，兩區生活圈界線模糊而融為一體，常合稱為雙和地區。
早年中和區因被劃為防空疏散區，有大量外省人口移入，尤以今日隸屬永和區的溪洲地區最甚，後因陸續增設中小企業，工業區的規劃，吸引大量中南部的城鄉移民遷入。而在人文方面，由於土地多為軍事單位擁有，且鄰近臺北市，眷村群陸續形成，使其成為新北市眷村及眷戶數量最多的地區。此外，位於中和區的華新街是在臺緬甸華僑的最大集居地，隨著緬華移民的集居，也逐漸形成緬甸、泰國、雲南等地的特色小吃店以及攜入緬甸潑水節的特色文化。

## 歷史
中和區有兩處史前遺跡，分別是東側秀山區的尖山及西側員山區的員山子兩處，根據推測前者應是屬於圓山前期文化的系統，距今約3000-4200年間；後者文化橫跨繩紋陶系統，距今約2000-4200年間。由此兩處史前文化遺址可得知，中和遠從遠古時期即有人在此定居。
文字記載中和區早期為原住民族雷朗族（屬平埔族）所居住，分為「擺接」及「秀朗」（繡朗）兩社。據考證，擺接社即今板橋區一帶及本區枋寮的西北地區；秀朗社即今秀朗、秀山兩里附近地區。至1642年（明崇禎十五年）荷蘭人所製的戶口名冊，始有Chiron（秀朗）之記載，是為中和最早見諸文字的紀錄，但如何由圓山文化與繩紋陶文化的人種族群演變到凱達格蘭人則因資料不足而難以得知。
1661年（南明永曆十五年，清順治十八年），鄭成功佔領台灣後規置郡縣，北部台灣皆隸天興縣。1664年升天興縣為州，中和地區亦改隸天興州。1683年（永曆三十七年，清康熙二十二年），鄭氏政權滅亡，清廷重新規劃郡縣，以天興州舊北界，置諸羅縣，所以中和地區又改屬諸羅縣。在此之後，中和地區仍屬荒地，不見有漢人居住的記載；而後隨著郡縣幾次重劃，亦分別改隸過淡水廳淡水堡、擺接堡。直到1741年（清乾隆六年）閩、粵來此開墾的人與日俱多，始有漢人村莊之記載，而枋寮是最早的市街地。
1859年（咸豐九年）九月七日漳泉械鬥，當日瓦磘為械鬥爆發地，枋寮街大火，造成兩地村莊皆被毀。此事件乃因造成此地泉、漳兩族群之語言、信仰、習慣不同與利益衝突所造成的不合，械鬥之後影響甚久，曾有很長一段時間兩族群彼此視為世仇，互不來往、互不通婚、互不為友。
1895年（光緒二十一年）五月六日，日本依馬關條約登陸臺灣。十一月十六日南勢角呂潮棟、呂元典兩兄弟及鄉民約兩千餘人，聯絡台北地區各反日軍勢，約定在觀音山舉火為暗號，進攻台北城；但在網尾渡（今永和區中正橋下）為日軍所截擊，呂潮棟被捕後成仁，呂元典亦憂憤而亡死。日本為了報復，將南勢角一帶村莊悉數焚毀。
1920年（大正九年），地方制度再次變革，取中坑之首字、漳和之次字，合稱中和，隸屬於臺北州海山郡，相當於現今的中永和地區。1945年日本戰敗撤離台灣後，當時中華民國國民政府為避免接收時期行政可能會有銜接不上的現象，所以暫時依循原制以維持政務。
1946年地方制度改制，廢街庄為鄉鎮，臺北縣當時本區人口數不及3萬人，依制稱「中和鄉」，隸臺北縣海山區。1950年8月16日廢區，由台北縣直轄。自中華民國政府遷台之後，因中和鄉鄰近中央政府所在地──台北市，又將中和鄉劃入台北市民防空疏散地區，且此地房地產價格相對較為低廉，以致人口急速增加。其中尤以靠近台北市的龜崙蘭溪洲地區人口增加最為快速，於是分鄉設鎮之議遂起。
1958年4月1日，中和鄉分割出龜崙蘭溪洲地區的全部六個村及潭墘、秀朗地區各一個村，正式設鎮。初擬鎮名為中興鎮，但因與當時台灣省政府所在地之中興新村有同名之嫌，所以定名為永和鎮。不過由於某些村莊對於要屬中和鄉還是永和鎮的意見一直無法統合，以致於中和與永和之邊界直至1960年十月才確定，由縣政府派員會同雙方鄉鎮長及民政課長，於沿鄉鎮分界處豎立水泥樑柱以為界碑；自此中和、永和正式分治。此外，中和鄉自清治、日治時期已存在之永和地名（街庄、大字），今中和區之永和路即由此而來，與永和鎮並無關連。
分鄉設鎮後，中和鄉仍轄有枋寮、中原、平河、瓦磘、廟美、牛埔、灰磘、瑞穗、積穗、外南、內南、橫路、頂南、力行、安樂、秀山等十六村，總面積為19.71平方公里，共轄176鄰、4,619戶、23,312人。
其後因台灣經濟結構改變，農村人口逐漸向都市遷移，中和鄉距離台北市較近，人口因而快速增加，遂繼永和之後，變成台北市的衛星城市。1976年底，中和鄉人口突破15萬人，遂於1979年1月1日依「台灣省各縣市實施地方自治綱要」改制為縣轄市，即中和市。此後人口持續快速成長，至2001年底，人口數已超過40萬。2010年因為臺北縣改制為新北市，而更名中和區。

## 地理

### 地形
中和區位於臺北市的西南方，東北與永和區交界；西北與板橋區接攘；北隔新店溪與臺北市萬華區相望，東南依新店溪及鹿寮山地與新店區為界；西與土城區相鄰；面積為20.294平方公里 。
地形輪廓呈南尖北寬之形狀。南端地勢較高，然高度最高僅海拔二百餘公尺，為丘陵及礫石台地地形。而北部地形則為台北盆地的沖積平原，海拔高度即降於不到十餘公尺。

### 水文
新店溪為東端與北端界河，也是淡水河水系的最大支流，其上游地區雨量豐沛且季節分配均勻，故終年流量大穩定。雖然名稱為「溪」，但實際上具「河」的型態。早年頗富航運之利，往上游可達景尾、新店等港口，往下游可達淡水河的艋舺、大稻埕等港口。後來因泥沙汙積、河川污染及陸運發達等因素之衝擊，航運早已終止。

南勢角溪下游為廟仔尾溝，五月時溝畔台灣魚木盛開

灰磘里的水塘水放乾前的美景

南勢角溪又名南山溝，為新店溪的支流，也是一條貫穿中和的細長河川，發源於橫路里山區，全長約8公里。二八張溝是南勢角溪西側支流，在勝利橋附近匯入南勢角溪。瓦磘溝又名潭墘溝，為南勢角溪的主要支流之一，其中、下游及上游一小段為本區與永和區的界河。早年南勢角溪、瓦磘溝下游均可通行小舟，現已都被整治成為典型的大排水溝，其中二八張溝下游因水患工程整治為排水路主線，改由中和抽水站直接排入新店溪。
中原溝也是新店溪的支流，流經中原里，現為工業排水溝，由中原抽水站排入新店溪。
中和區沒有大型湖泊，在中和國中附近曾有一大型灌溉水塘，名為南勢角大陂，今已填平。在灰磘里的軍營則尚存一埤塘，湖面面積約0.5公頃，地主亦已將水放乾。

### 氣候
中和區氣候基本上與台北盆地相似。台北盆地每年平均降雨量為2111毫米，平均溫度為攝氏21.7度。但本區位置較偏於山地邊緣，所以山地降雨量較盆地之平原中心略高。

### 人口
根據新北市政府民政局及內政部戶政司統計，2024年底中和區戶數約17.7萬戶，人口約40.6萬人，是新北市人口第三大區，也是全國人口第五多的鄉鎮市區。區內人口最多與最少的里分別是中原里與橫路里，2024年底兩里人口分別為10,124人與313人。
二戰後初期，1946年中和鄉人口為20,196人，隨著居民生活步入常軌，加上1949年起大量外省人口的移入，使得該鄉人口逐漸成長:595、613。1956年，中和鄉人口上升至44,325人:595。1958年與永和鎮分治後，中和鄉人口一度降至24,542人:599，唯其後中和鄉人口仍因經濟發展的影響，大量外來城鄉人口遷入而持續成長，在1967年該鄉人口已突破5萬人:599－601、613。1973年與1978年，中和鄉人口分別已突破10萬人與20萬人:600。1986年與2001年，中和市人口分別已突破30萬人與40萬人:604。此後該市社會增加率開始出現負值，人口成長開始趨緩:604。2012年11月，中和區人口達到416,553人的巔峰值，此後便開始減少。

## 政治

### 歷任首長
- 1945年：游火金（政府任命）

間接選舉鄉長
- 1946年：游火金（第一屆）
- 1948年：游建池（第二屆）
- 1949年：游建池（第三屆）

直接民選鄉長
- 1950年：蕭昌銅（第一屆）
- 1953年：蕭昌銅（第二屆）
- 1956年：蕭昌銅（第三屆）
- 1959年：第四屆選舉原由張鞏當選，但因當選票數受質疑，就任後被台北地方法院判決當選無效[19]。
- 1960年：江貴元（第四屆重選）
- 1964年：江貴元（第五屆）
- 1968年：林德喜（第六屆）
- 1973年：林德喜（第七屆）
- 1977年：呂芳海（第八屆）

直接民選市長
- 1979年：呂芳海（改制為市，直接改任第一屆市長）
- 1985年：江上清（第二屆）
- 1986年：江上清（第三屆）
- 1990年：童永雄（第四屆）
- 1994年：童永雄（第五屆）
- 1998年：呂芳煙（第六屆）
- 2002年：呂芳煙（第七屆）
- 2006年：邱垂益（第八屆）

新北市派任區長
- 2010年：邱垂益（改為市轄區，改任第一屆區長）
- 2014年：諶錫輝（第二屆區長）
- 2016年：柯慶忠（第三屆區長）
- 2019年：賴俊達（第四屆區長）
- 2023年：楊薏霖（第五屆區長）

### 區域立法委員
中和區由於人口眾多，故被拆成兩個選區。其中東端秀安地區十七里與永和區合併成新北市第九選區，其餘各地為新北市第八選區。
- 新北市第八選區：張智倫
- 新北市第九選區：林德福

### 區政組織

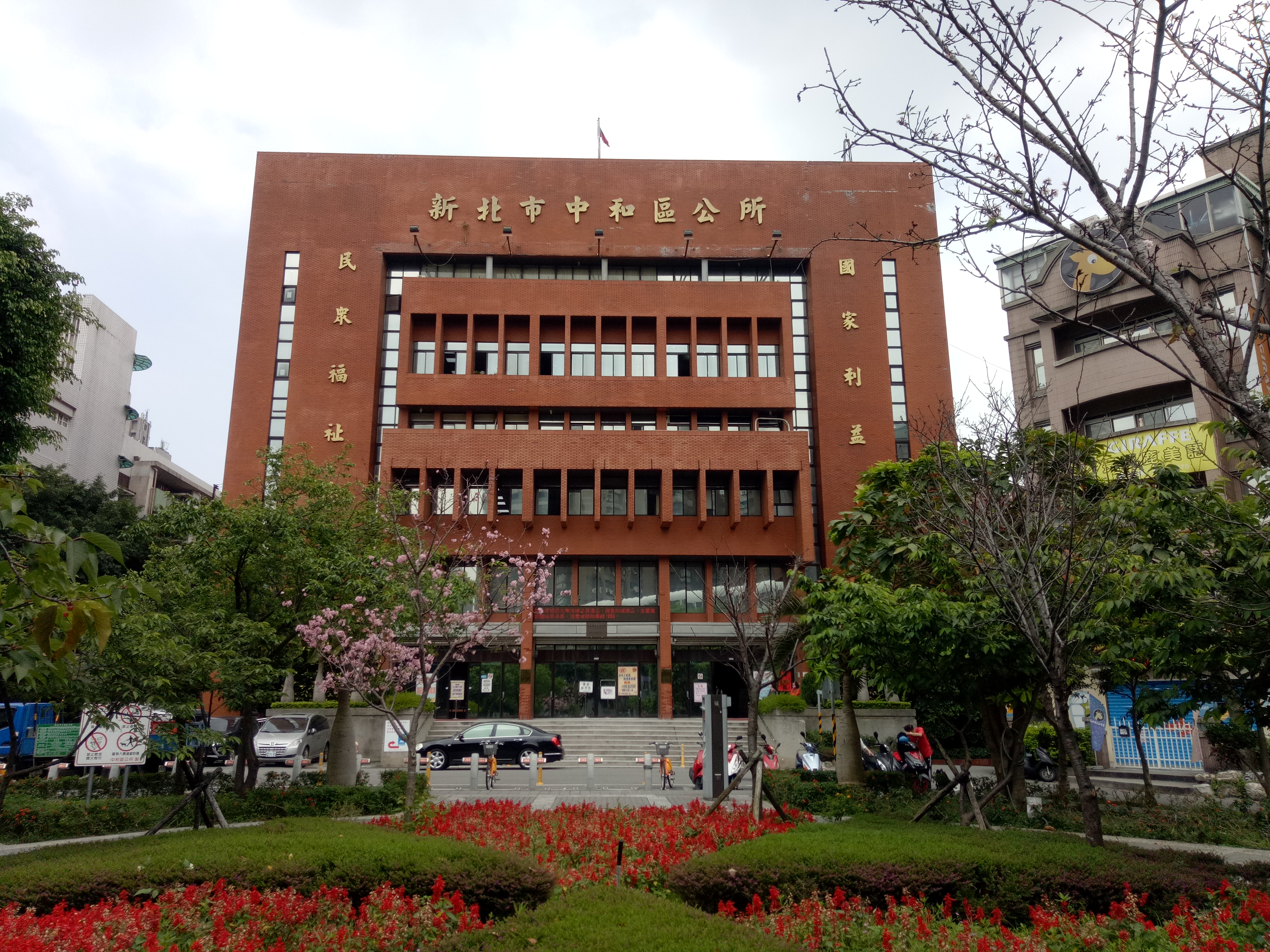
中和區公所

中和區公所是新北市政府在中和區的派出機關，在中華民國政府架構中為市政府綜理區政的執行機關，上級業務監督機關為新北市政府。区长由市長任命，其任期為無任期保障。在區長、副區長及主任秘書之下，設有6課4室等10個內部單位。經過2021年9月21日調整市議員選區後，中和區為新北市議會第六選區，在市議會的66席市議員中，中和區共選出6席區域市議員（不含平地原住民與山地原住民議員）。

### 行政區
現今中和區行政範圍的確立，來自於1958年，將原屬中和鄉的頂溪村等8個村劃出永和鎮。1979年，中和鄉改制為「中和市」。2010年12月25日，臺北縣改制為直轄市，中和市改制為市轄區「中和區」，隸屬新北市。
中和區共轄93里，其行政區域分布情形為：
| 次分區 | 里名   | 里名   | 里名   | 里名   | 里名   | 里名   | 里名   | 里名   | 里名   |
| ------ | ------ | ------ | ------ | ------ | ------ | ------ | ------ | ------ | ------ |
| 漳和區 | 中原里 | 正行里 | 廟美里 | 福祥里 | 新南里 | 仁和里 | 碧河里 | 連和里 | 德行里 |
| 漳和區 | 福真里 | 瓦磘里 | 南山里 | 中正里 | 中山里 | 連城   | 枋寮里 | 福善里 | 福和里 |
| 漳和區 | 平河   | 建和里 | 信和里 | 力行里 | 漳和里 | 福美里 | 佳和里 |        |        |
| 員山區 | 錦和里 | 錦昌里 | 灰磘里 | 積穗里 | 民享里 | 員山里 | 嘉穗里 | 文元里 | 嘉新里 |
| 員山區 | 民安里 | 安穗里 | 瑞穗里 | 明穗里 | 清穗里 | 自強里 | 德穗里 | 民生里 | 國光里 |
| 員山區 | 壽德里 | 明德里 | 錦中里 | 錦盛里 | 民有里 | 員富里 | 國華里 | 冠穗里 | 嘉慶里 |
| 南勢區 | 頂南里 | 正南里 | 華南里 | 崇南里 | 景南里 | 內南里 | 壽南里 | 華新里 | 東南里 |
| 南勢區 | 忠孝里 | 興南里 | 景本里 | 福南里 | 景文里 | 外南里 | 中興里 | 吉興里 | 復興里 |
| 南勢區 | 和興里 | 橫路里 | 景平里 | 景新里 | 景福里 | 景安里 |        |        |        |
| 秀安區 | 安樂里 | 宜安里 | 安和里 | 安順里 | 秀仁里 | 安平里 | 中安里 | 泰安里 | 秀山里 |
| 秀安區 | 秀成里 | 秀義里 | 秀福里 | 秀景里 | 秀明里 | 秀峰里 | 秀士里 | 秀水   |        |

### 警政治安
- 新北市政府警察局刑警大隊
- 新北市政府警察局勤務大樓：
  - 新北市政府警察局保安大隊
  - 新北市政府警察局交通大隊
  - 新北市政府警察局婦幼隊
- 新北市政府警察局中和分局
- 中和分局交通分隊
- 中和派出所
- 安平派出所
- 秀山派出所
- 南勢派出所
- 景安派出所
- 員山派出所
- 國光派出所
- 錦和派出所
- 積穗派出所
- 中原派出所

## 經濟
中和區早期以農業、礦業為主。1961年左右，開始發展工商業，以紡織與印刷為主。近期由於一些科技園區的陸續興建，再次轉型為發展高科技產業，主要以國道三號中和交流道附近為主要聚集地。著名的高科技公司如電腦主機板製造商微星科技、顯示卡製造商麗台科技等均在此地設廠，記憶體製造商威剛科技與軟體業如大宇資訊、遊戲橘子、宇峻奧汀等企業亦在此設立總部。附近也因工商企業聚集而有31家銀行（共61家分行）及其他多家金融業在此設立分行據點。（大宇資訊總部轉移至台北市信義區、遊戲橘子總部轉移至台北市內湖區）

## 交通

### 捷運
台北捷運

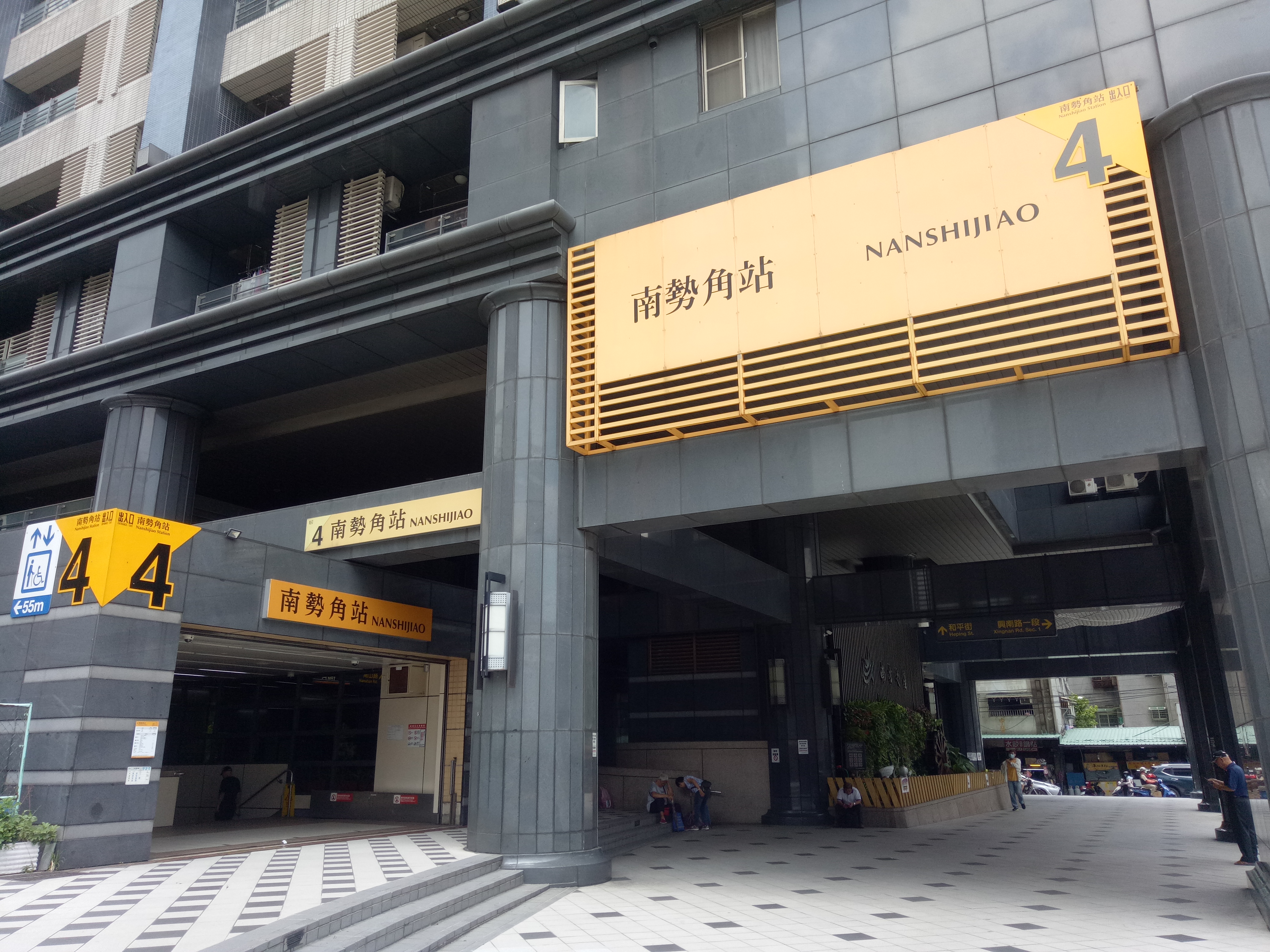
台北捷運南勢角站

- 中和新蘆線（中和線）：永安市場站 - 景安站 - 南勢角站

新北捷運
- 環狀線：中原站 - 橋和站 - 中和站 - 景安站 - 景平站 - 秀朗橋站。

### 國道及公路

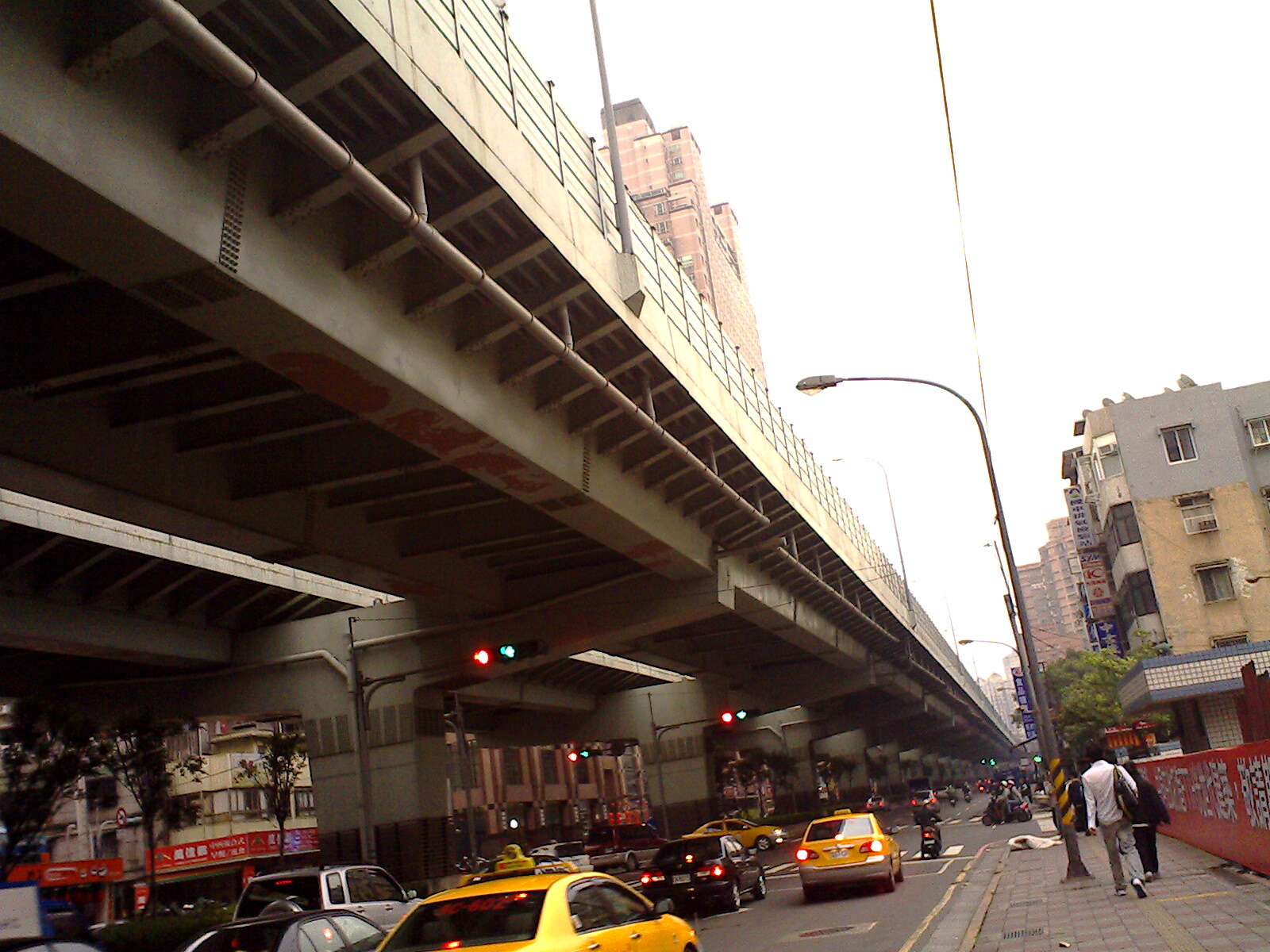
景平路(上為省道台64線高架橋)

#### 高速公路與快速道路
- 國道三號（福爾摩沙高速公路）
  - 35 中和中和交流道
- 台64線（新北市八里區 - 新店區）
  - 23 中和一中和一交流道
  - 24 中和中和交流道，可連接中和交流道
  - 26 中和二中和二交流道
  - 29 新店端新店端
- 新北環河快速道路
  - 永和路匝道（南出，高架終點）
  - 永和路匝道
  - 華中橋下匝道
  - 福祥路匝道
  - 秀朗橋匝道

#### 市道
- 市道106號：中山路三段→景平路→秀朗橋（26.7K~33.4K）
- 市道111號：中和路→景安路 →景新街（4.2K~6.8K）

#### 鄉道
- 北88線（連城路/中山路）
- 北90線（圓通路）
- 北91線（員山路）
- 北92線（永和路）
- 北94線（秀朗路）
- 北95線（安樂路/興南路）
- 北97線（錦和路）
- 北99線（南山路）

#### 主要道路
- 景平路-為市道106號。與台64線共線，貫穿中和區全境，是中和區最重要也是最繁忙的道路；本路段頭尾設有秀朗橋與華中橋，主要秀朗橋通往新店區的主要道路，也可以通過秀朗橋接水源快速道路到台北市基隆路，走華中橋方向可以到達台北市萬華區，台北市第一果菜批發市場就在過橋後。台北捷運環狀線沿著景平路段從共有環狀線秀朗橋站、環狀線景平站、環狀線景安站、環狀線中和站，以高架方式通過。
- 中正路-連接板橋區和中和區，上方有台64線快速道路通過，交通繁忙，也是中和交流道必經道路；在中正路與連城路交叉口北側，辦公大樓林立，許多企業總公司位於此街廓。
- 中山路-連接板橋區和永和區主要道路，亦為市道106號。
- 中和路-中和區舊聚落的道路，也是中和區舊商圈核心道路。與永和區交接（東邊為中和區中和路；西邊為永和區中和路），以中和公園為中心，發展出獨立於舊聚落之生活圈。
- 連城路-雙和地區通往土城區最主要道路，台北捷運萬大樹林線目前沿本路段興建中。
- 興南路-貫穿南勢角地區的主要道路，沿途觀光旅遊資源豐富，興南夜市、華新街（緬甸街）以及熱門的烘爐地財神廟皆位於本路段沿線，而新年期間五天興南路上，通往烘爐地幾乎會呈現前所未有的塞車狀況。
- 景新街-南勢角地區連接到新店區安坑地區的重要道路，亦為市道111號。
- 成功路-秀朗地區主要道路，貼近新店溪，連接永和區。2008年5月9日前舊名為「成功南路」。
- 員山路-員山積穗地區主要道路。
- 莒光路-外員山地區主要道路之一，可聯絡板橋區與土城區；117巷後,也就是民享街116巷土地使用分區為農業區，尚未開發。台北捷運萬大樹林線莒光站預計設置於本路段。
- 圓通路-牛埔地區（以錦中里為核心的生活圈）的主要道路，可通往圓通禪寺，衛生福利部雙和醫院的院區位於本路段與中正路之間。
- 自立路、自強路、更生街（橫跨永和區）-秀山地區的主要道路。
- 板南路-連接板橋區和中和區南勢角地區，為台鐵中和線舊路廊，也是中和工業區的主要幹道之一；台北捷運環狀線以高架方式通過部分路段（橋和站至中原站）。

#### 聯外橋樑
- 華中橋：景平路通往台北市萬華區萬大路
- 秀朗橋：景平路通往新店區復興路、台北市水源快速道路

#### 趣談
由於雙和地區路名錯綜複雜，常讓不熟悉雙和地區的人迷路，故天下雜誌在2001年的「319鄉向前行」特刊中，稱中和為「迷宮城市」；網路也流傳一首打油詩，說明雙和地區路名複雜的程度：
|  | 永和有永和路，中和也有永和路， 中和有中和路，永和也有中和路； 中和的中和路有接永和的中和路， 永和的永和路沒接中和的永和路； 永和的中和路有接永和的永和路， 中和的永和路沒接中和的中和路。 永和有中正路，中和也有中正路， 永和的中正路用景平路接中和的中正路； 永和有中山路，中和也有中山路， 永和的中山路直接接上了中和的中山路。 永和的中正路接上了永和的中山路， 中和的中正路卻不接中和的中山路。 中正橋下來不是中正路，但永和有中正路； 秀朗橋下來也不是秀朗路，但永和也有秀朗路。 永福橋下來不是永福路，永和沒有永福路； 福和橋下來也不是福和路，但福和路接的卻是永福橋。 |

### 公車

#### 捷運接駁公車
- 橘線
  -  橘1（錦繡 - 捷運景安站）
  - 橘2（中和站 - 秀山地區）
  -  橘3（中和站 - 捷運頂溪站）
  - 橘5（板橋國中 – 捷運景安站）
  -  橘9（錦繡 - 雙和醫院）
- 綠線
  - 綠2 左（景美女中 - 中永和）
  - 綠2 右（景美女中 - 中永和）
  - 綠3（花園新城 - 中和）
  - 綠6（美之城 - 中和）
  - 綠8（台北小城 - 中和）
- 藍線
  -  藍17（五福新村 - 捷運永寧站）
  -  藍18（中和站 - 新莊）
  -  藍31（五福新村-板橋後埔）
  -  藍31華江線(華江碼頭-板橋後埔）
  -  藍41（捷運海山站 – 捷運永安市場站）
  -  藍41（經延和路）(捷運海山站 – 捷運永安市場站）

#### 國道客運
- 統聯客運：1660（板橋-高雄）。
- 大有巴士：1968（新店-桃園機場）。
- 台聯客運：5350（台北-龍潭-小人國-六福村）。
- 和欣客運：7504（板橋-台中）。
- 和欣客運：7505（板橋-台南）。
- 中壢客運、台聯客運、國光客運聯營：9001（市政府-中壢）。

#### 公路客運
- 基隆客運：1032（基隆-板橋）（板基線）

#### 聯營公車
- 5（中和保養廠 - 行天宮）
- 202（中和 - 捷運國父紀念館站）
- 202區間車（錦繡 - 台北科技大學）
- 207（內湖調度站 - 南勢角）
- 208（中和 - 大直）
- 208（高架線）（中和 - 大直）
- 208（區間）（中和 - 公館）
- 214（中和 - 內湖）
- 214直達車（中和 - 松山機場）
- 254（大鵬新城 - 民生社區）
- 254區間車（大鵬新城 - 捷運公館站）
- 262（宏國德霖科技大學 - 民生社區）
- 262區間車（中和 - 民生社區）
- 297（中和 - 中山市場）
- 307（撫遠街 - 板橋）
- 307經西藏路（撫遠街 - 板橋）
- 311（中和 - 松山）
- 311區間車（中和 - 捷運公館站）
- 670（華夏科技大學 - 台北車站）
- 672（大鵬新城 - 民生社區）
- 672區間車（大鵬新城 - 捷運公館站）
- 688（建國北路 - 中和成功路）

#### 新北市區公車
- 8（捷運新店站 - 捷運景安站）
- 51（板橋 - 永和）
- 57（板橋 - 永和）
- 201（中和 - 捷運龍山寺站）
- 231（宏國德霖科技大學 - 捷運西門站）
- 241（中和 - 博愛路）
- 242（中和 - 西門）
- 243（中和 - 西門）
- 248（錦繡 - 民生社區）
- 249（華夏科技大學-台北車站）
- 275（宏國德霖科技大學 - 松山機場）
- 624（新店 - 西門）
- 624（經綠野香坡）(新店 - 西門）
- 667（板橋 - 台北車站）
- 604（板橋 - 台北車站）
- 651（板橋 - 台北市政府）
- 706（三峽 - 西門）
- 707（三峽 - 松山機場）
- 793（樹林-動物園）
- 796（木柵-板橋）
- 895（南勢角-捷運公館站）
- 897（景文科技大學－板橋）
- 897（區間車）（景文科技大學－捷運景安站）
- 982新莊 - 新店
- 982（直達車）捷運大坪林站 - 行政院新莊聯合辦公大樓

#### 捷運先導公車
- 985（捷運萬大樹林線先導公車）（捷運輔大站 - 捷運龍山寺站）

#### 快速公車
- 908（三峽 - 捷運景安站）
- 921（三峽北大社區 - 捷運景安站）
- 933（三重 - 動物園）
- 950（中和 - 內湖科學園區）

#### 內湖科學園區通勤專車
- 內科2（中和 - 內湖科學園區）
- 內科3（土城駕訓中心 - 內湖科學園區）

#### 南港軟體園區通勤交通車
- 中和線（中和 - 南港軟體園區）
- 雙和線（土城駕訓中心 - 南港軟體園區）

#### 跳蛙公車
- 中和-板橋公車站（由華安街口發車,為紓解早上通勤族和學生對667路公車的壓力而闢駛,目前為單向路線）

#### 新北市新巴士（免費社區巴士）
- 577 （原F511）

（109年7月1日轉換為收費公車）
```
自強國中 - 
捷運府中站
(現為:板橋後站-府中)
```

- F512線 自強國中 - 捷運景安站
- F512線（副）烘爐地 - 光復國小
- F513線 灰磘 - 秀山站

### 未來

#### 捷運
台北捷運
- █  萬大線（興建中）：中和站 – 雙和醫院站 – 中和高中站 – 莒光站
- 2010年2月12日，行政院核定台北捷運萬大－中和－樹林線規劃報告書暨周邊土地發展計畫案。全案分為2期興建：第1期興建路段為中正紀念堂站至金城機廠，長約8.4公里，設置8座車站；預計西元2025年2月完成；第2期興建路段為金城機廠至迴龍站，長約13.3公里，擬設置11座車站，預計2028年底完成。

#### 輕軌
新北捷運 
- 泰山板橋輕軌（規劃中）：莒光站

## 教育

### 大專院校
- 國立臺灣科技大學（華夏校區）
- 臺北醫學大學（雙和校區）

### 高級中等學校
- 新北市立中和高級中學
- 新北市立錦和高級中學（完全中學）─設有國中部、高中部、進修部。管樂團
- 新北市私立南山高級中學（完全中學）─設有幼兒園、國中部、高中部、高職部
- 新北市私立竹林高級中學（完全中學）─設有幼兒園、國小部、國中部、高中部、高職部

### 國民中學
- 新北市立中和國民中學─設有幼兒園
- 新北市立自強國民中學─設有幼稚園
- 新北市立漳和國民中學─設有音樂班
- 新北市立積穗國民中學─設有數理資優班和體育班

### 國民小學
- 新北市中和區中和國民小學─在中和創立最久的小學
- 新北市中和區光復國民小學
- 新北市中和區自強國民小學
- 新北市中和區秀山國民小學─設有音樂班
- 新北市中和區景新國民小學─設有幼兒園
- 新北市中和區復興國民小學─設有幼兒園
- 新北市中和區積穗國民小學─設有幼兒園及體育班
- 新北市中和區錦和國民小學─設有幼兒園及體育班
- 新北市中和區興南國民小學─設有幼兒園

### 公立托兒所與公共托育中心
| - 安樂 - 秀山 - 復興 | - 碧湖 - 安民 | - 慈光 - 日新 | - 嘉惠 - 飛駝 |
|                      |               |               |               |

- 中和南勢角公共托育中心
- 中和連城公共托育中心（中和國小內）

### 圖書館

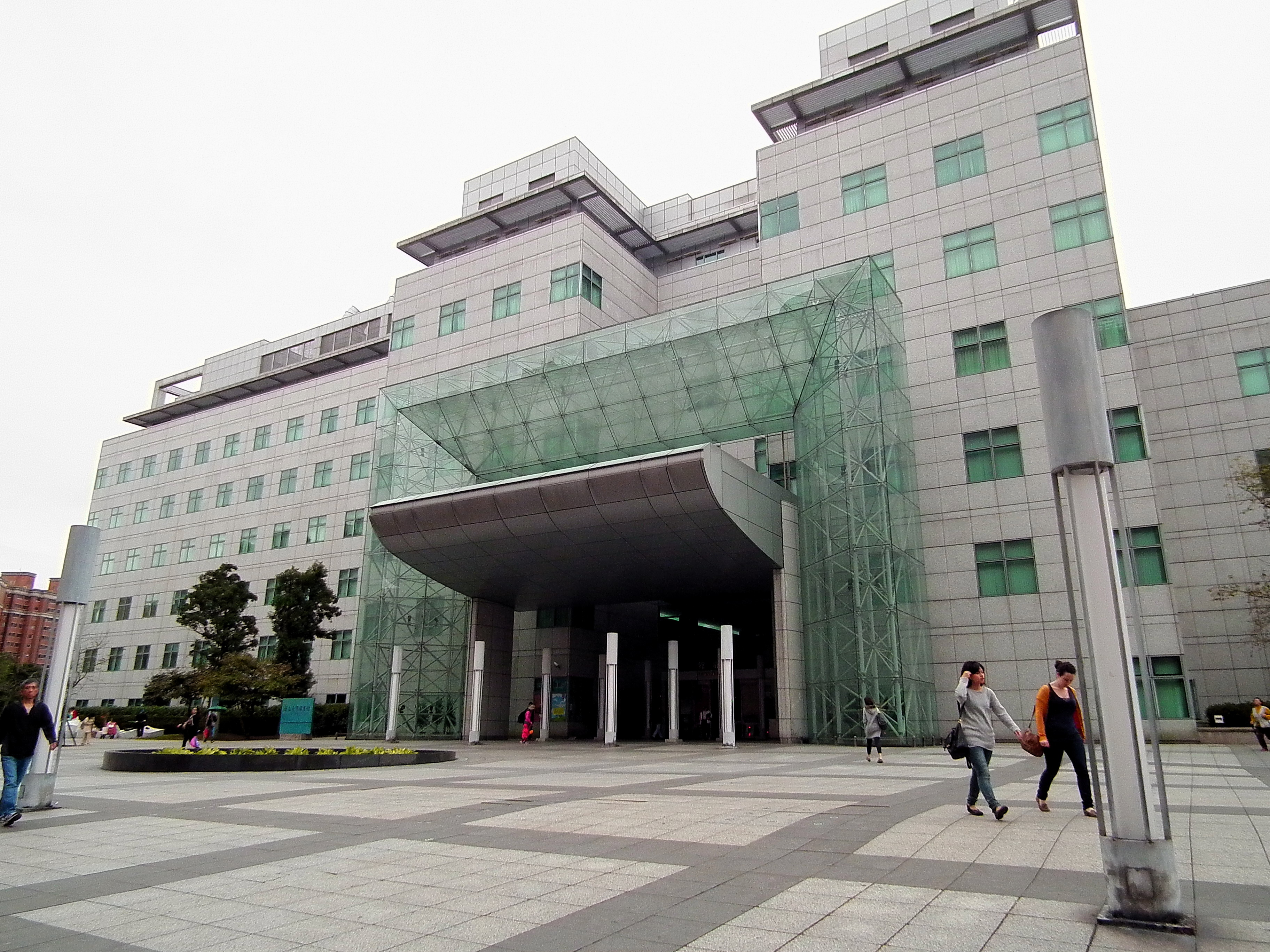
國立臺灣圖書館

- 國立臺灣圖書館
- 新北市立圖書館
  - 中和分館
  - 中和員山分館
  - 中和大同圖書閱覽室

### 進修學校
- 新中和社區大學
- 新北市松年大學
- 樂齡大學（華夏技術學院）

## 觀光

### 昔日中和八景
日治後期臺北州海山郡中和的管轄範圍包括今之中和區、永和區，當時中和庄文人雅士曾提出「中和庄八景」如下：
- 尖山晚渡
- 壁湖怪石
- 潭墘甘泉
- 石門灘音
- 福和鐘聲
- 員山遠眺
- 網溪泛月
- 永和暮潮

### 中和新八景

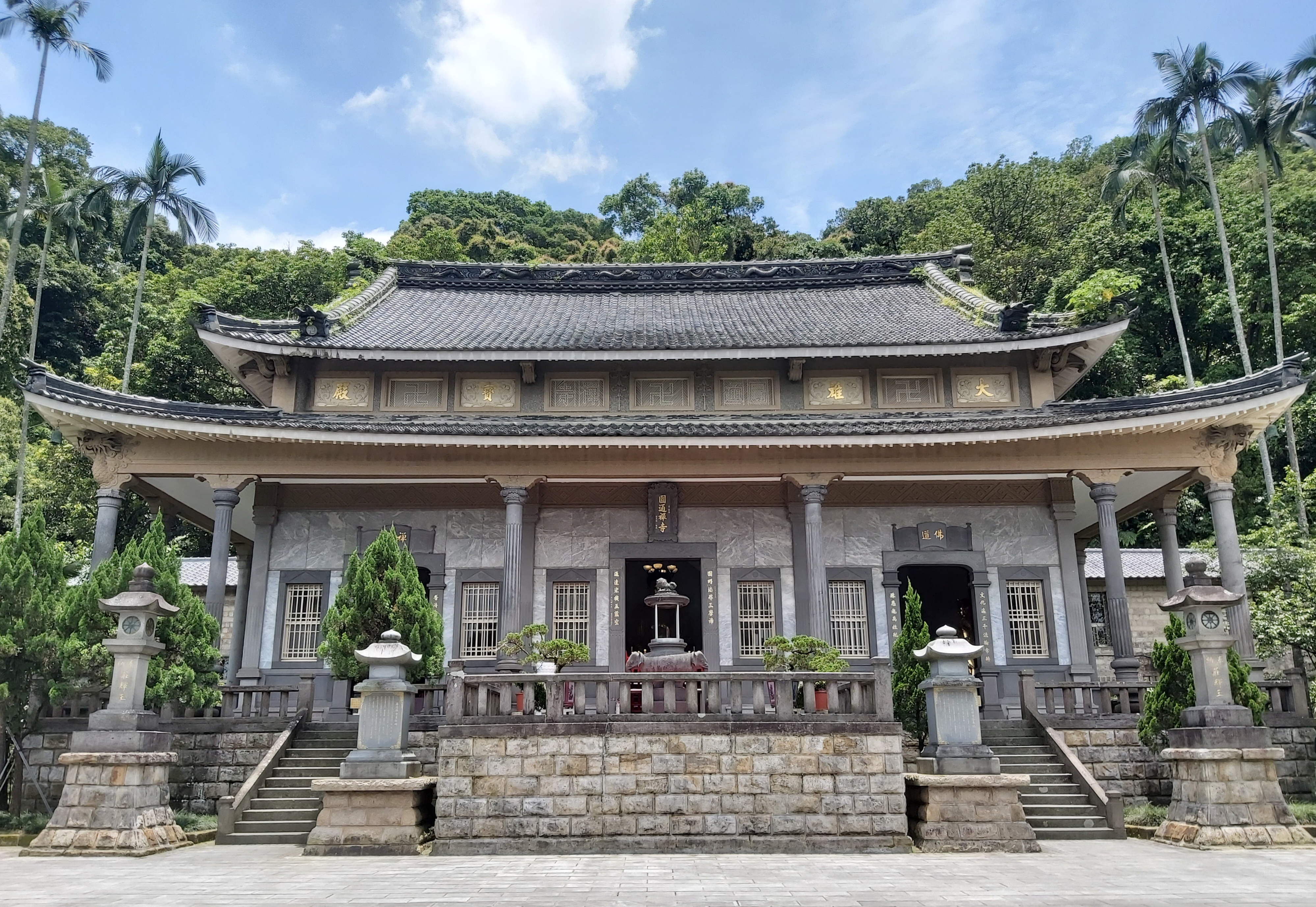
圓通禪寺

鑒於昔日八景至今， 已有不短的時間，許多景點已經消失或因行政區改變（永和區從中和分出獨立），故中和區公所於2016年舉辦中和新八景票選活動，選出新八景如下：
- 中和國民運動中心
- 圓通寺
- 白馬寺
- 南山福德宮
- 山本氏紀念碑
- 國立台灣圖書館
- 左岸光雕橋
- 福和宮

### 名勝

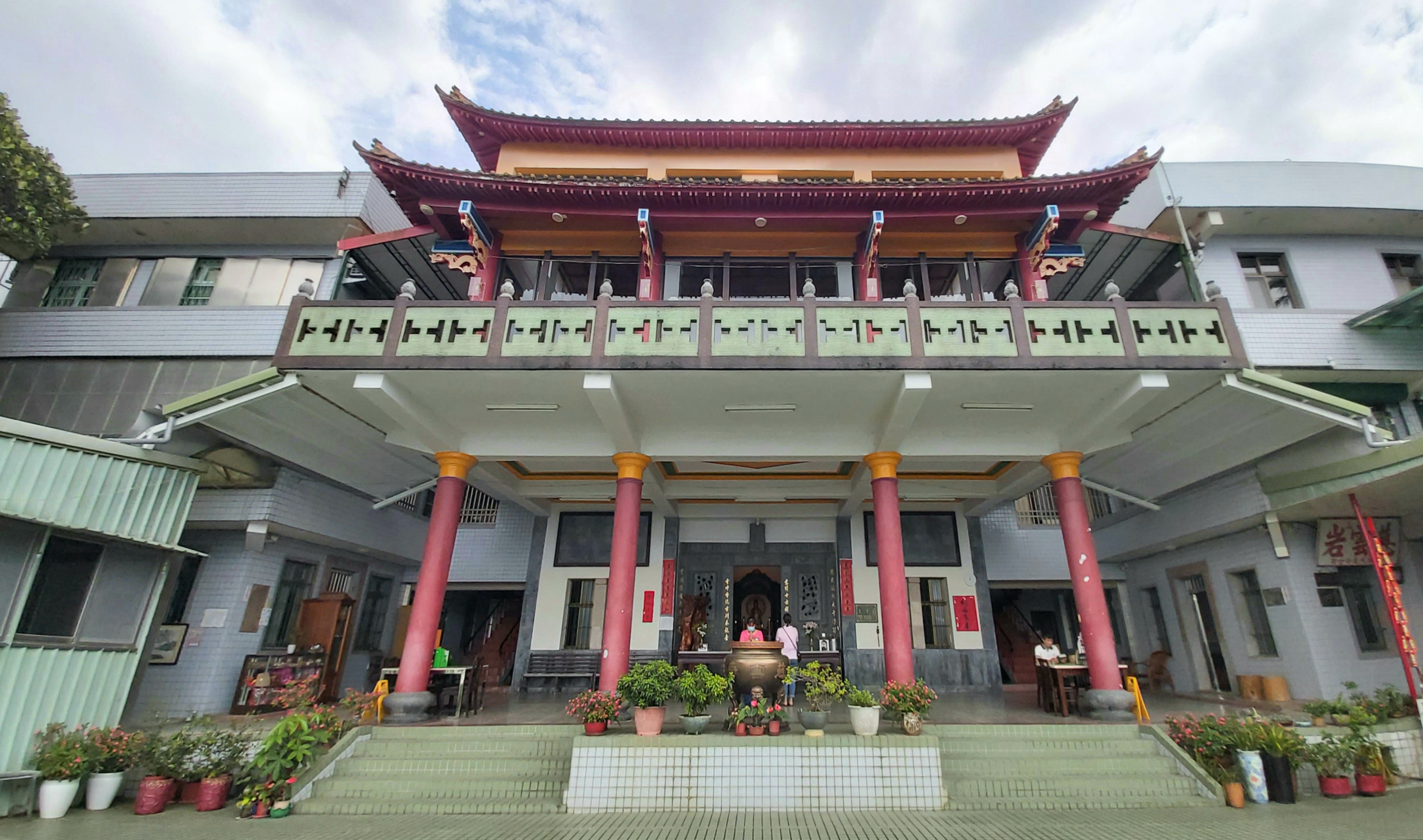
中和慈雲寺

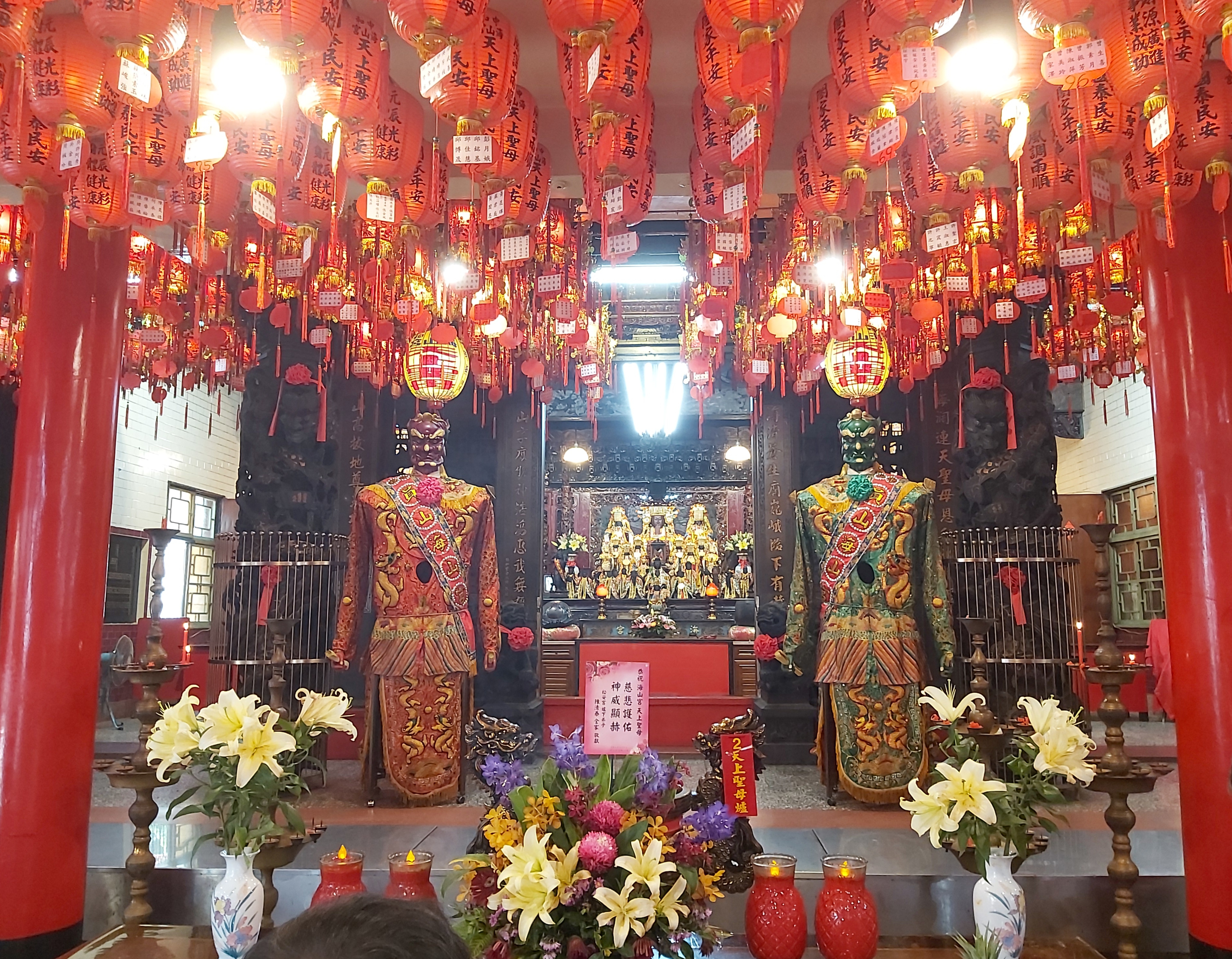
中和海山宮

- 中和圓通寺：位於新北市中和區錦昌里山區的擺接山，海拔180公尺 建築風格為融合日本、西洋及台灣特色之廟宇建築，為北台灣著名之尼寺。
- 中和慈雲寺：供奉觀世音菩薩，位於新北市中和區圓通路369巷66號，在圓通寺附近，是旅遊勝地。
- 中和福和宮：創建於清乾隆三十一年（1766年），主祀神農大帝，起初稱為「五穀廟」。每年農曆四月廿六日神農大帝聖誕是地方一大盛事。
- 中和廣濟宮：創建於清乾隆廿二年（1757年），主祀開漳聖王。每年農曆二月十六日開漳聖王壽誕時，陳、林、呂、范、張、游、江等中和地方大姓會納獻歌仔戲或電影酬神，稱為「字姓戲」。
- 烘爐地南山福德宮：又稱「烘爐地土地公廟」，位於新北市中和區內南里、烘爐塞山的土地祠，本為茶農所祭祀的小廟，後擴展成香火興盛的大廟，有一尊土地公巨像為地標。是呂家大姓長期興建，維持的信仰勝地。
- 中和竟南宮：創立於清光緒二十四年（1898年），俗稱烘爐地仙公廟，主祀純陽真人，位於新北市中和區興南路二段399巷136號，在「烘爐地土地公廟」旁。
- 霹靂宮：位於新北市中和區中原里、少見以五雷元帥為主祀的廟宇。霹靂宮廣受周邊（國際MIT科學園區）的電子新貴信奉，讓該廟宇香火鼎盛。霹靂宮也祭祀文昌帝君，並且放了一支特大號的「文昌筆」供考生膜拜與加持考運。
- 中和海山宮：創建於清光緒二十八年（1902年），主祀天上聖母，分靈自漳州府鳳山寺，從祀保安尊王及中壇元帥、關聖帝君諸神，該廟目前土地由當地林氏家族持有，佔地約百餘坪，曾歷經多次改建。
- 中和四面佛
- 中和力行福德宮：新聞曾報導，2023年3月獲得某通訊公司董座贈送的「神明護法」，即三尊知名電影《變形金剛》的「大黃蜂」，擺在宮廟正殿外頭，吸引不少香客關注，除了來參拜之外，還停下拍照打卡的宮廟。新北市政府民政局出版-保庇新北市雙月刊-推薦的新北月老廟之一。

### 古蹟
- 中和瑞穗配水池
- 海山神社殘蹟

### 市集

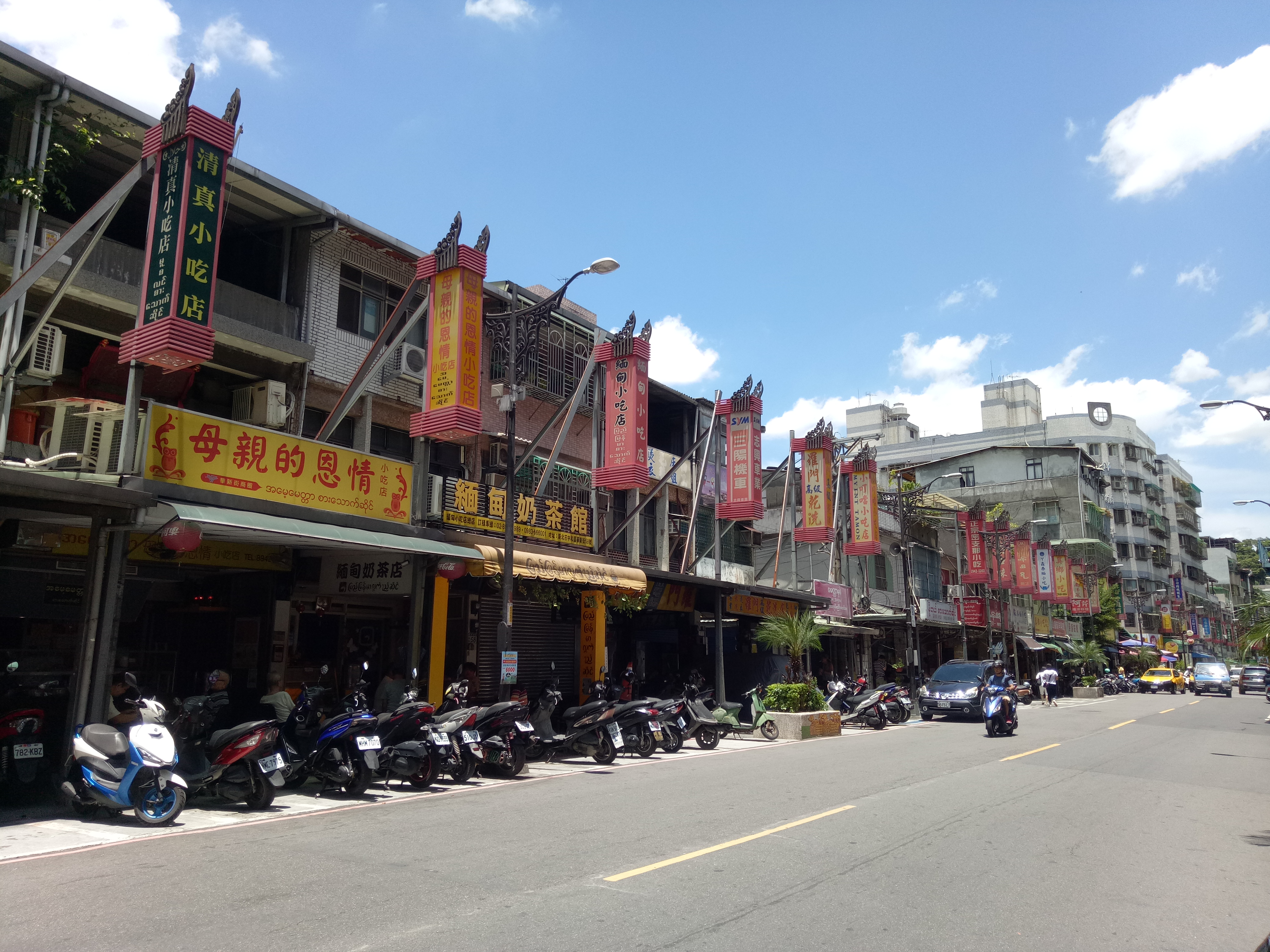
中和華新街商圈因早期許多緬甸華僑遷居來此地定居，以南洋風味美食為名，店家的招牌多使用中、緬對照

- 中和華新街商圈
- 興南觀光夜市

### 展覽場所
- 新北市美麗永安藝文中心（位於捷運永安市場站二樓）
- 雙和藝廊（台灣圖書館四樓）
- 新北市學生美術館（秀山國小內）
- 中和農會文物館（展示農家器物與民俗文物）
- 南山藝廊（南山中學（页面存档备份，存于）於廣福路側）

### 特殊節日
- 潑水節

### 大型公園
- 中和公園（四號公園）
- 錦和運動公園（風光中和）

### 社區公園
- 嘉穗公園
- 員山公園
- 民享公園
- 自強公園
- 明德公園
- 清穗公園
- 華福公園
- 民樂人行廣場
- 元隆公園
- 泰隆公園
- 山北公園
- 福美公園
- 福祥公園
- 廟美綠林小徑
- 佳和公園
- 瓦磘里兒童遊樂區廣場
- 瓦磘里休閒廣場
- 公路二村公園
- 碧公園
- 安邦公園
- 漳和社區發展協會兒童遊戲場
- 圓通綠廊
- 中興公園
- 復興公園
- 金山板南公園
- 華新人行廣場
- 南勢角休閒綠廊
- 景新公園
- 秀山公園
- 秀明公園
- 中坑公園

### 百貨公司與大型商場
- 環球購物中心中和店
- 威力廣場

### 公有市場與生鮮量販店

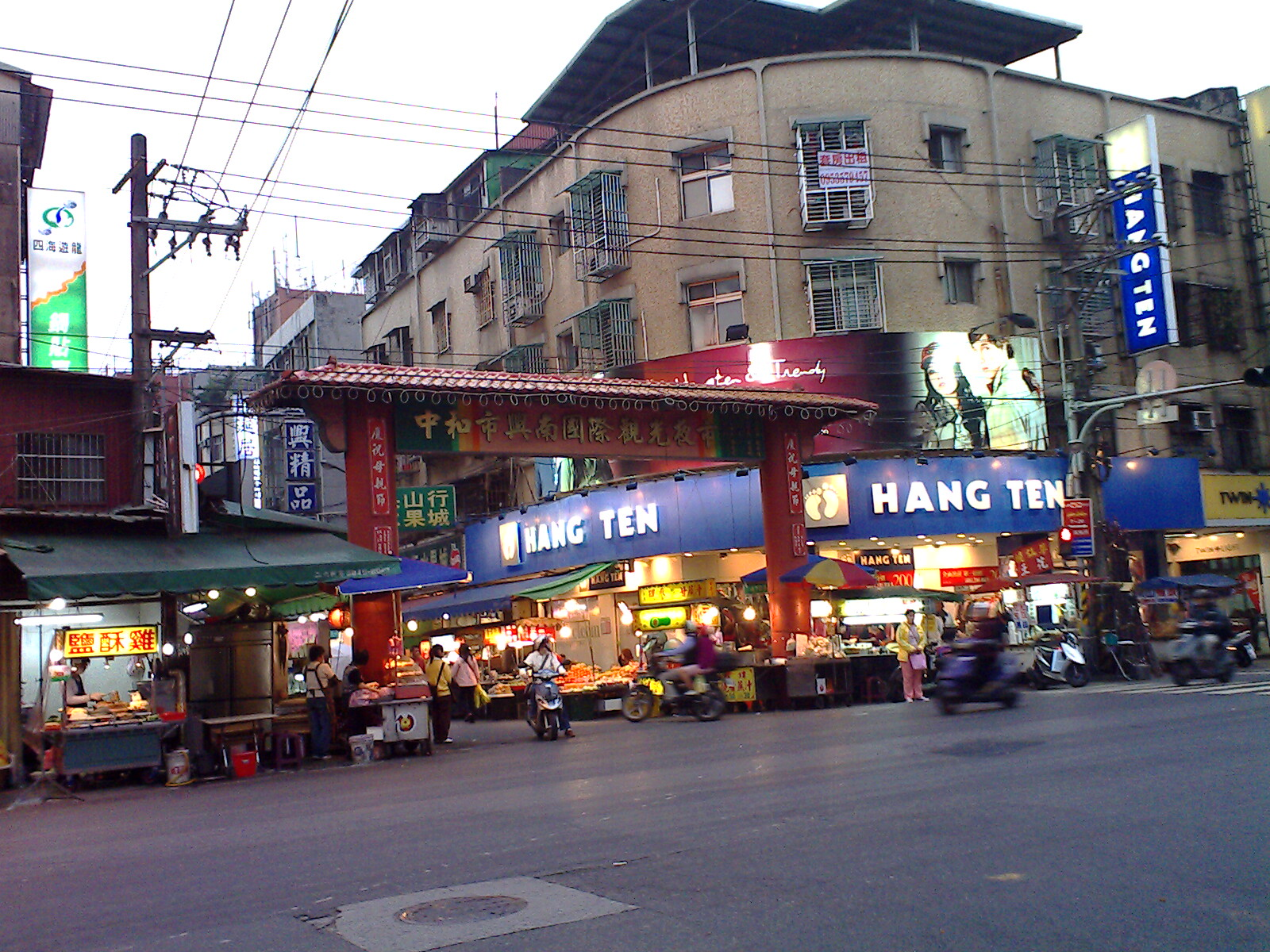
興南觀光夜市
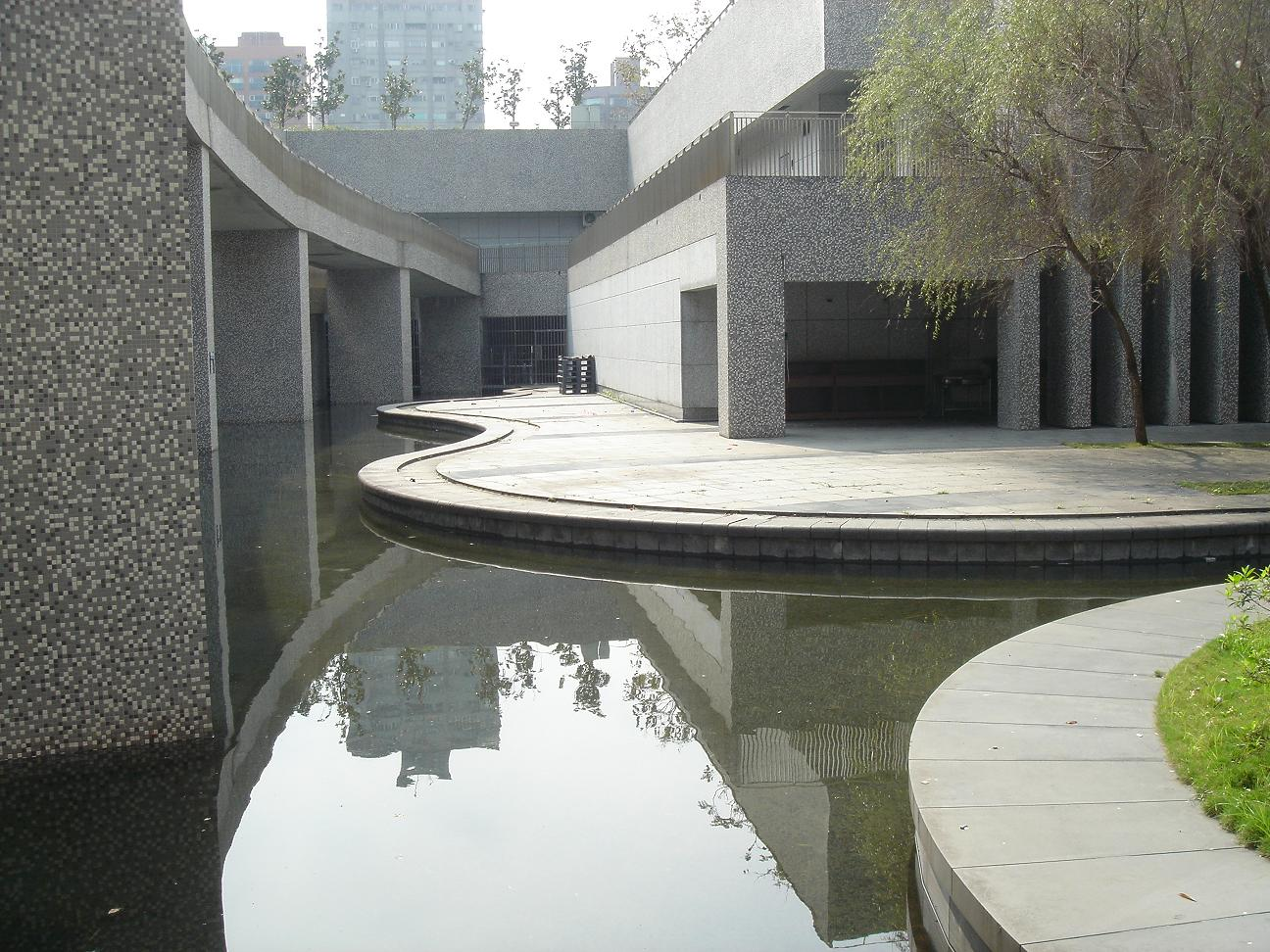
四號公園活水廣場
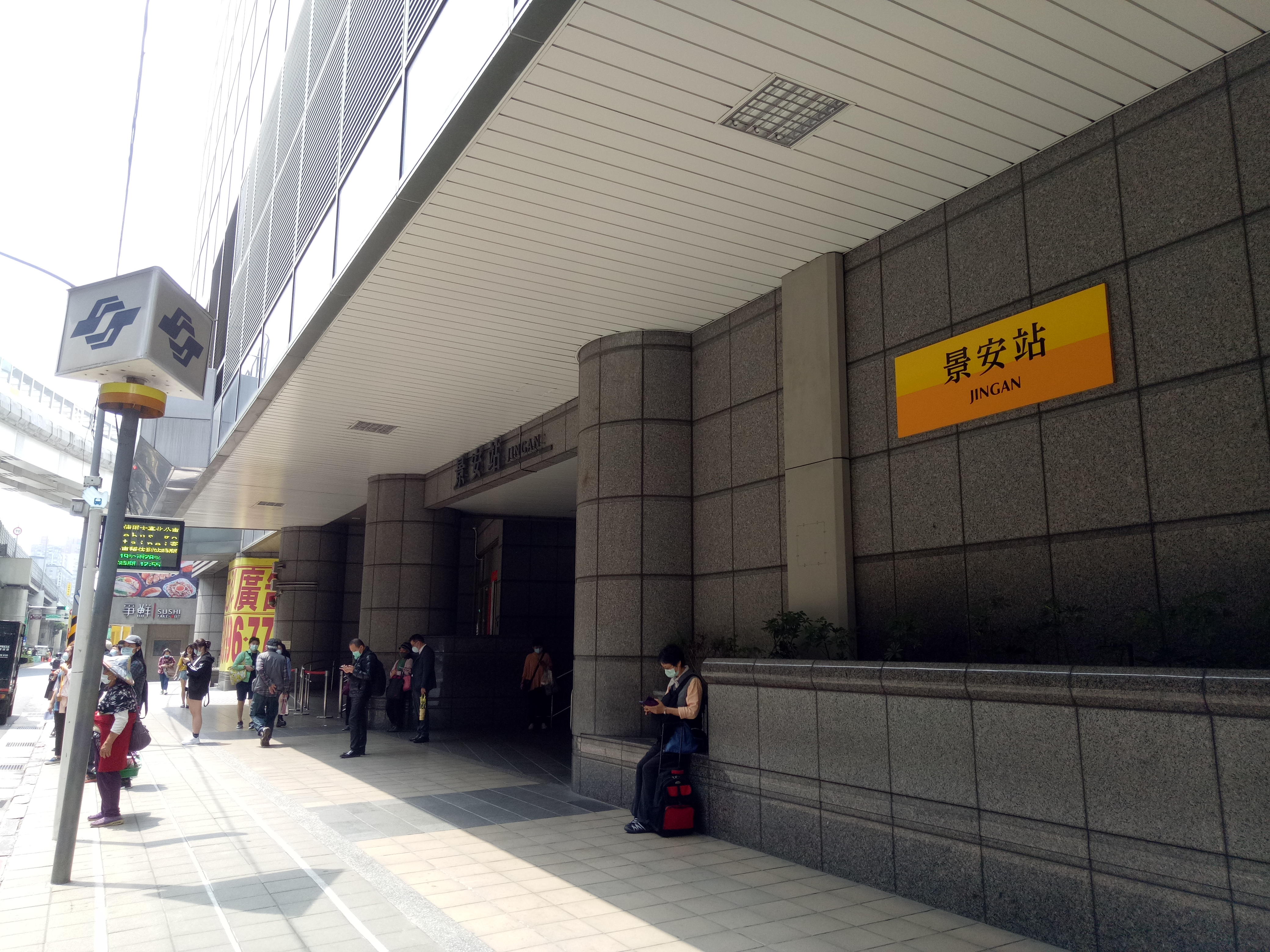
台北捷運景安站
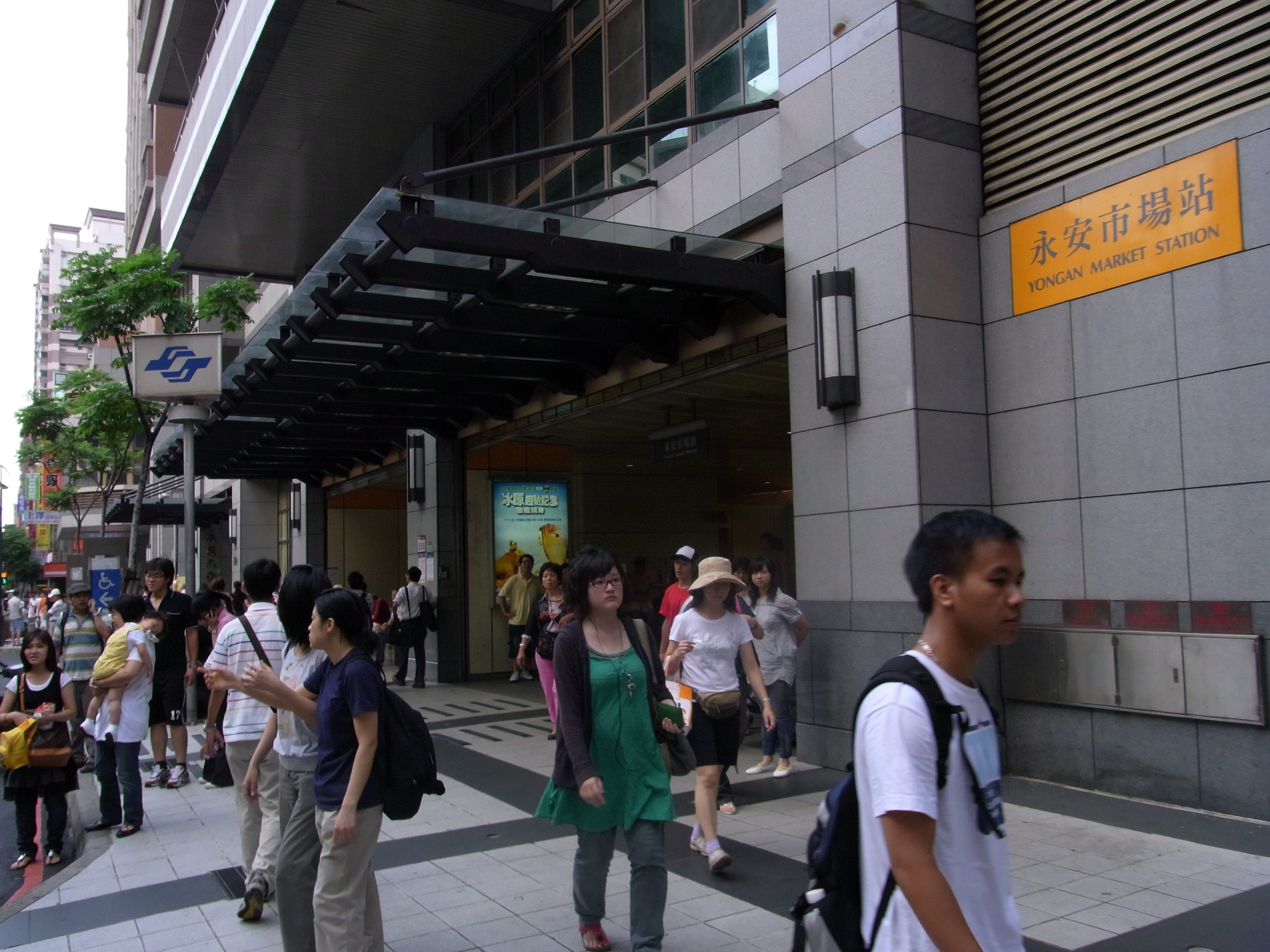
台北捷運永安市場站

- 枋寮公有零售市場
- 員山公有零售市場
- 民享公有零售市場
- 好市多中和店
- 家樂福中和店
- 家樂福景安店
- 大潤發中和店
- 大潤發景平店
- 全聯秀朗店
- 全聯中安店
- 全聯南華店
- 全聯景新店
- 全聯民樂店
- 全聯光華店
- 全聯中山店
- 全聯景平店
- 全聯大勇店
- 全聯福祥店
- 全聯民德店
- 全聯中正店
- 全聯宜安店
- 全聯南山店
- 全聯新生店
- 全聯南勢角店
- 全聯景德店
- 全聯華夏店
- 全聯安邦店
- 全聯華新店

- 興南觀光夜市
- 四號公園活水廣場
- 台北捷運景安站
- 台北捷運永安市場站

## 醫療
- 大型醫院及公家醫療單位
  - 衛生福利部雙和醫院
  - 中和區衛生所
- 小型診所
  - 怡和醫院
  - 正生婦幼

## 政府機關
- 交通部公路局板橋監理站
- 交通部公路局公路人員訓練所
- 交通部鐵道局北部工程處
- 財政部北區國稅局中和稽徵所
- 海洋委員會海巡署金馬澎分署
- 內政部移民署北區事務大隊新北市專勤隊
- 經濟部地質調查及礦業管理中心新北辦公室
- 法務部法醫研究所
- 法務部調查局北部地區機動工作站
- 內政部國土管理署北區都市基礎工程分署
- 新北市選舉委員會

## 社福
- 雙和社會福利服務中心
- 中和就業服務站
- 快樂小舖（身心障礙者庇護工場；位於捷運南勢角站內）
- 大同育幼院
- 中和區動物之家
- 財團法人流浪動物之家基金會
- 財團法人新北市私立明新兒童發展中心
- 財團法人第一社會福利基金會附設中和兒童發展中心
- 新北市喜憨兒庇護工場
- 中和廟子尾鶴齡交誼中心

## 殯葬
- 中和區納骨堂

## 媒體
- 好消息衛星電視台：是台灣第一家基督教電視台，總部設立於新北市中和區中正路
- 東森購物：東森購物總部，位在新北市中和區景平路

## 友好城市
- 美國加利福尼亞州洛思加圖斯

## 外部連結
- 中和區公所（页面存档备份，存于）
- 中和區戶政事務所 （页面存档备份，存于）
- 中和區衛生所 （页面存档备份，存于）